# Arundinariinae
Arundinariinae, podtribus trava u tribusu Arundinarieae, dio potporodice bambusovaca. Sastoji se od 36 rodova.. Rodovi Hsuehochloa i Ampelocalamus odvojeni su u zasebne podtribuse.

## Rodovi
1. Arundinariinae
  1. Ravenochloa D. Z. Li & Y. X. Zhang (1 sp.)
  2. Indocalamus sensu auct. (31 spp.)
  3. Oligostachyum Z. P. Wang & G. H. Ye (18 spp.)
  4. Ferrocalamus Hsueh & Keng f. (2 spp.)
  5. Bashania Keng f. & Yi (4 spp.)
  6. Sasa Makino & Shibata (42 spp.)
  7. Indocalamus Nakai (1 sp.)
  8. Gelidocalamus T. H. Wen (14 spp.)
  9. Chimonobambusa Makino (40 spp.)
  10. Sasamorpha Nakai (5 spp.)
  11. Vietnamocalamus T. Q. Nguyen (1 sp.)
  12. xHibanobambusa Maruy. & H. Okamura (0 sp.)
  13. Semiarundinaria Makino ex Nakai (8 spp.)
  14. Shibataea Makino (7 spp.)
  15. Phyllostachys Siebold & Zucc. (63 spp.)
  16. Arundinaria Michx. (2 spp.)
  17. Sasaella Makino (11 spp.)
  18. Pleioblastus Nakai (26 spp.)
  19. Pseudosasa Makino ex Nakai (20 spp.)
  20. Sinosasa L. C. Chia ex N. H. Xia, Q. M. Qin & Y. H. Tong (7 spp.)
  21. Kengiochloa Y. H. Tong & N. H. Xia (1 sp.)
  22. Acidosasa C. D. Chu & C. S. Chao (11 spp.)
  23. Khoonmengia N. H. Xia, Y. H. Tong & X. R. Zheng (1 sp.)
  24. Sinobambusa Makino ex Nakai (13 spp.)
  25. Indosasa McClure (19 spp.)